# George Ross Smith

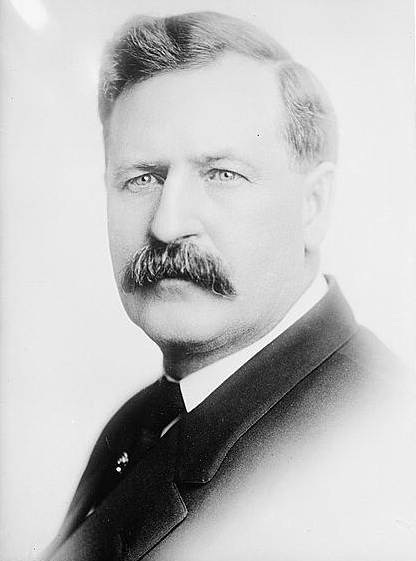
George Ross Smith

George Ross Smith (* 28. Mai 1864 in St. Cloud, Minnesota; † 7. November 1952 in Minneapolis, Minnesota) war ein US-amerikanischer Politiker. Zwischen 1913 und 1917 vertrat er den Bundesstaat Minnesota im US-Repräsentantenhaus.

## Werdegang
George Smith besuchte die öffentlichen Schulen seiner Heimat und die Sauk Centre Academy in Wisconsin. Nach einem anschließenden Jurastudium an der University of Minnesota in Minneapolis und seiner im Jahr 1893 erfolgten Zulassung als Rechtsanwalt begann er in Minneapolis in seinem neuen Beruf zu praktizieren. Gleichzeitig begann er als Mitglied der Republikanischen Partei eine politische Laufbahn.
Im Jahr 1903 wurde Smith in das Repräsentantenhaus von Minnesota gewählt. Zwischen 1907 und 1913 amtierte er als Richter am Nachlassgericht im Hennepin County. Bei den Kongresswahlen des Jahres 1912 wurde Smith im fünften Wahlbezirk von Minnesota in das US-Repräsentantenhaus in Washington, D.C. gewählt, wo er am 4. März 1913 die Nachfolge von Frank Nye antrat. Nach einer Wiederwahl im Jahr 1914 konnte er bis zum 3. März 1917 zwei Legislaturperioden im Kongress absolvieren. In dieser Zeit wurde der 14. Verfassungszusatz verabschiedet, durch den die direkte Wahl der US-Senatoren vorgeschrieben wurde. Bei den Wahlen des Jahres 1916 wurde Smith nicht bestätigt.
Nach seiner Zeit im US-Repräsentantenhaus arbeitete Smith wieder als Anwalt. Außerdem lehrte er an der Minneapolis-Minnesota Law School das Fach Jura. George Smith starb am 7. November 1952 in Minneapolis und wurde dort auch beigesetzt.